# Guineische Fußballnationalmannschaft (U-20-Männer)
Die guineische U-20-Fußballnationalmannschaft ist eine Auswahlmannschaft guineischer Fußballspieler. Sie unterliegt der Federación Guineana de Fútbol und repräsentiert sie international auf U-20-Ebene, etwa in Freundschaftsspielen gegen die Auswahlmannschaften anderer nationaler Verbände oder bei U-20-Afrikameisterschaften und U-20-Weltmeisterschaften.
Die Mannschaft konnte sich bislang erst für eine U-20-WM qualifizieren. Bei dieser schied sie 1979 in Japan in der Vorrunde aus.
Im selben Jahr wurde sie zudem Vize-Afrikameister. Im Finale hatte sie gegen Algerien verloren.

## Teilnahme an U-20-Weltmeisterschaften
| 1977 | nicht qualifiziert |
| 1979 | Vorrunde           |
| 1981 | nicht qualifiziert |
| 1983 | nicht qualifiziert |
| 1985 | nicht qualifiziert |
| 1987 | nicht qualifiziert |
| 1989 | nicht qualifiziert |
| 1991 | nicht qualifiziert |
| 1993 | nicht qualifiziert |
| 1995 | nicht qualifiziert |
| 1997 | nicht qualifiziert |
| 1999 | nicht qualifiziert |
| 2001 | nicht qualifiziert |
| 2003 | nicht qualifiziert |
| 2005 | nicht qualifiziert |
| 2007 | nicht qualifiziert |
| 2009 | nicht qualifiziert |
| 2011 | nicht qualifiziert |
| 2013 | nicht qualifiziert |
| 2015 | nicht qualifiziert |
| 2017 | Vorrunde           |
| 2019 | nicht qualifiziert |
| 2023 | nicht qualifiziert |

## Teilnahme an U-20-Afrikameisterschaften
| 1979 | 2. Platz           |
| 1981 | Achtelfinale       |
| 1983 | Halbfinale         |
| 1985 | Viertelfinale      |
| 1987 | Achtelfinale       |
| 1989 | Achtelfinale       |
| 1991 | disqualifiziert    |
| 1993 | nicht teilgenommen |
| 1995 | Vorrunde           |
| 1997 | nicht qualifiziert |
| 1999 | 6. Platz           |
| 2001 | zurückgezogen      |
| 2003 | nicht qualifiziert |
| 2005 | nicht qualifiziert |
| 2007 | nicht qualifiziert |
| 2009 | nicht qualifiziert |
| 2011 | nicht qualifiziert |
| 2013 | nicht qualifiziert |
| 2015 | nicht qualifiziert |
| 2017 | 3. Platz           |
| 2019 | nicht qualifiziert |
| 2021 | nicht qualifiziert |
| 2023 | nicht qualifiziert |